# Буми-Папа, Рита
Ри́та Бу́ми-Папа́ (греч. Ρίτα Μπούμη-Παπά, 1906, Сирос — 8 сентября 1984, Афины) — греческая поэтесса и переводчица, член Афинской академии.

## Биография
Родилась на острове Сирос. Будучи участницей Сопротивления и человеком левых убеждений, в период Гражданской войны в Греции (1946—1949), в возрасте 40 лет, нашла убежище в Сиракузах на Сицилии. Во время своего пребывания в Италии изучала педагогику и специализировалась на методе Монтессори. Печаталась во многих газетах и журналах, в том числе в «Авги». В литературе дебютировала в 1929 году со стихотворением «Мой маленький переулок…» (), которое было опубликовано в крупном литературном журнале «Неа Эстиа». Автор сборников «Песни любви» («Τα τραγούδια στην αγάπη», 1930), «Пульс моей тишины» («Οι σφυγμοί της σιγής μου», 1935), «Страсть сирен» («Το πάθος των Σειρήνων», 1938), в которых преобладает любовная и пейзажная лирика. В 1936 году вышла замуж за поэта Никоса Паппаса (Νίκος Παππάς, 1906—1997), с которым выпустила двухтомную «Антологию мировой поэзии» (Παγκόσμιος ανθολογία ποιήσεως, 1953) и шеститомную «Новую антологию мировой поэзии» (Νέα παγκόσμια ανθολογία ποιήσεως, 1976). Придерживалась левых (коммунистических) политических взглядов. В годы оккупации Греции странами «оси» участвовала в Сопротивлении. Её гражданская лирика этого времени вошла в сборники «Афины» («Αθήνα», 1945), «Возвращение в Ортиджа» (Ritorno in Ortigia, 1949, на итальянском языке; премия Международного конкурса в Сиракузе, 1950), «Новая поросль» («Καινούρια χλόη», 1949), «Подпольная лампа» («Ο παράνομος λύχνος», 1952). Опубликовала сборники стихов, наполненных жизнеутверждающим пафосом: «Роза Сретения» («Το ρόδο της Υπαπαντής», 1960), «Светлая осень» («Λαμπρό Φθινόπωρο», 1961), «Урожай цветов в пустыне» («Ανθοφορία στην έρημο», 1962), «Тысяча расстрелянных девушек» («Χίλια σκοτωμένα κορίτσια», 1963), «Я отвергаю иную славу» («Δεν υπάρχει άλλη δόξα», 1964), «Отважная амазонка» («Η σκληρή Αμαζόνα», 1964), «Жизнерадостный свет» («Φως ιλαρόν», 1966). Стихи проникнуты гуманистическими мотивами и тонким лиризмом. Переводила произведения многих зарубежных авторов, таких как Сэмюэл Беккет, Виктор Гюго, Джозуэ Кардуччи и Карло Леви. Перевела на греческий язык «Тихий Дон» Михаила Шолохова, стихи Александра Блока, Сергея Есенина, Анны Ахматовой, Бориса Пастернака. Её стихи были переведены на иностранные языки: албанский, английский, болгарский, венгерский, испанский, итальянский, македонский, маратхи, немецкий, польский, румынский, русский и французский. В 1966 году был издал сборник стихов поэтессы в переводе на русский язык Анны Ахматовой и Анатолия Наймана под названием «Солнце на ладони» с предисловием Петроса Антеоса (Ἀνταίος Πέτρος, 1920—2002). Анна Ахматова переводила стихи летом и осенью 1965 года. Именем Ахматовой подписаны одиннадцать переводов, Наймана — десять. Стихи поэтессы переводила Юнна Мориц. В годы военной диктатуры (1967—1974) стихи поэтессы были запрещены; в это время она создает эпическую поэму «Морган Иоаннис — стеклянный принц» («Μόργκαν Ιωάννης. Ο γυάλινος πρίγκηπας και οι μεταμορφώσεις του», 1976). В 1975 году опубликовала сборник рассказов «Когда мы голодали и боролись» («Όταν πεινούσαμε και πολεμούσαμε: διηγήματα, 1941-1945»).
Спектакль «1000 расстрелянных девушек» в переводах Анны Ахматовой был поставлен московским театром «Леон» (режиссёр Георгий Червинский) и стал лауреатом первой степени на конкурсном фестивале INSPIRATION в финском городе Турку в августе 2015 года.

## Награды
- Первый приз Афинской академии (1935)
- Премия Национального сопротивления (1945)
- Премия Международного конкурса в Сиракузе (1950)
- Премия Женского литературного общества (Γυναικεία Λογοτεχνική Συντροφιά, 1965)

## Поэтические сборники
- «Песни любви» («Τα τραγούδια στην αγάπη», 1930)
- «Пульс моей тишины» («Οι σφυγμοί της σιγής μου», 1935)
- «Страсть сирен» («Το πάθος των Σειρήνων», 1938)
- «Афины» («Αθήνα», 1945)
- «Возвращение в Ортиджа» (Ritorno in Ortigia, 1949, на итальянском языке; премия Международного конкурса в Сиракузе, 1950)
- «Новая поросль» («Καινούρια χλόη», 1949)
- «Подпольная лампа» («Ο παράνομος λύχνος», 1952)
- «Роза Сретения» («Το ρόδο της Υπαπαντής», 1960)
- «Светлая осень» («Λαμπρό Φθινόπωρο», 1961)
- «Урожай цветов в пустыне» («Ανθοφορία στην έρημο», 1962)
- «Тысяча расстрелянных девушек» («Χίλια σκοτωμένα κορίτσια», 1963)
- «Я отвергаю иную славу» («Δεν υπάρχει άλλη δόξα», 1964)
- «Отважная амазонка» («Η σκληρή Αμαζόνα», 1964)
- «Волшебная флейта: стихи для детей» («Η μαγική φλογέρα: ποιήματα για παιδιά», 1965)
- «Σκιούμα» (1965)
- «Жизнерадостный свет» («Φως ιλαρόν», 1966)
- «Морган Иоаннис — стеклянный принц» («Μόργκαν Ιωάννης. Ο γυάλινος πρίγκηπας και οι μεταμορφώσεις του», 1976)
- Το παραμύθι της μαγικής φλογέρας (1996)

## Проза
- «Когда мы голодали и боролись» («Όταν πεινούσαμε και πολεμούσαμε: διηγήματα, 1941-1945», 1975)
- «Η Χρυσώ»(1984)

## Публикации на русском языке
- Яннис Рицос, Никифорос Вреттакос, Тасос Ливадитис, Рита Буми-Папа. Из греческой поэзии // Иностранная литература  / Вступление и перевод С. Ильинской. Под редакцией Бориса Слуцкого. — 1965. — № 3.
- Буми-Папа, Рита. Солнце на ладони : Стихи : Пер. с греч. / сост. и авт. предисл. П. Антеос. — М.: Прогресс, 1966. — 120 с. — (Современная зарубежная поэзия).
- Антология греческой поэзии : сборник / Межрегиональный центр фундаментальных исслед. ; авт.-сост. : Никифорос Вреттакос ; пер. с греч. стихи - Милена Арутюнова и др. ; проза - Карина Карапетян, Светлана Гущинская. — М.: УРСС, 1999. — 280 с. — ISBN 5-88417-196-X.